# Herman Nunberg
Herman Nunberg, né le 23 janvier 1884 à Będzin (Galicie), et mort le 20 mai 1970 à New York, était un psychiatre et psychanalyste américain, d'origine polonaise.

## Biographie
Herman Nunberg commence ses études de médecine à l'université de Cracovie, puis les termine à l'université de Zurich, où il obtient son diplôme de médecin en 1910.
Il est en relation avec Eugen Bleuler et Carl Gustav Jung à la clinique du Burghölzli, devient psychiatre et se forme à la psychanalyse. Il est d'abord psychanalyste à Cracovie, en 1912 (année où il prend un poste à la clinique psychiatrique universitaire), puis il s'installe en 1914 à Vienne, où il réalise une analyse didactique avec Paul Federn. Il travaille à la clinique psychiatrique universitaire et devient membre de la Société psychanalytique de Vienne en 1915.
Au Ve congrès international de psychanalyse de Budapest de 1918, il demande que l'analyse didactique soit un prérequis à l'exercice professionnel de la psychanalyse, proposition à laquelle s'opposent fortement les psychanalystes Victor Tausk et Otto Rank, mais à laquelle le mouvement psychanalytique dans son ensemble finira par se rallier en 1925.
Il donne des cours de neurologie à l'institut de formation de la Société psychanalytique de Vienne dès sa création en 1925. Ces leçons sur les névroses seront publiées plus tard sous le titre de Principes de psychanalyse dans leur application aux névroses avec en introduction un mot de reconnaissance de l'ouvrage de Sigmund Freud.
Socio-démocrate, et à la suite de circonstances politiques menaçantes, de la montée du nazisme et de l'antisémitisme en Allemagne et en Autriche, il émigre en 1933 aux États-Unis, d'abord en Pennsylvanie, puis, en 1934, à New-York. Il incite dès 1934 Freud à émigrer à son tour, sans succès. Il devient en 1940 membre de la New York Psychoanalytic Society, qu'il préside de 1950 à 1952. Dans le cadre de cette fonction, Hermann Nunberg fonde avec Kurt Eissler, Heinz Hartmann, Ernst Kris, et Bertram Lewin, en 1951, les Archives Sigmund Freud, déposées à la Bibliothèque du Congrès à Washington.
Herman Nunberg occupe une place importante dans l'histoire du mouvement psychanalytique, notamment en raison de sa contribution éditoriale avec Ernst Federn à la publication des Minutes (Protokolle en allemand) de la Société psychanalytique de Vienne  à partir des années 1960 aux États-Unis, puis à partir des années 1970 en Allemagne et dans la traduction française sous le titre Les premiers psychanalystes. Minutes de la Société psychanalytique de Vienne.
Il meurt en 1970 à New York.

## Minutes de la Société psychanalytique de Vienne
Il coédite avec Ernst Federn les Minutes de la Société psychanalytique de Vienne (1906-1918), qu'Otto Rank, puis Theodor Reik avaient commencé à rédiger. Sigmund Freud en avait confié les originaux à Paul Federn, à son départ de Vienne en 1938. Celui-ci les emporta lors de son exil aux États-Unis, et légua par testament le droit d'édition à son fils Ernst Federn ainsi qu'à Herman Nunberg, en 1950, tandis que les originaux revenaient à la Société psychanalytique de Vienne. L'édition princeps de cet ouvrage est parue en Amérique, dans une traduction de Margarete Nunberg. L'édition française s'est basée sur le texte original allemand, ainsi que sur la traduction américaine.

## Publications (sélection)

### Comme auteur
- Principes de psychanalyse. Leur application aux névroses, Paris, Puf, 1957, ASIN B0000DQYCH

### Comme éditeur
- (co-éditeur) avec Ernst Federn, Les premiers psychanalystes. Minutes de la Société psychanalytique de Vienne, Paris, Gallimard, coll. « Connaissance de l'inconscient », série « La Psychanalyse dans son histoire », 1976-1983, 4 volumes. En allemand Die Protokolle der Wiener Psychoanalytischen Vereinigung, Bd. I – IV. S. Fischer, Frankfurt am Main, 1976 -1981 ; en anglais : Minutes of the Vienna Psychoanalytic Society, New York, International Universities Press, 1962–1976.